# کیستوون (داکوتای جنوبی)
کیستوون(به انگلیسی: Keystone) شهری در ایالت داکوتای جنوبی کشور ایالات متحده آمریکا است که جمعیت آن در سرشماری سال ۲۰۱۰ میلادی، ۳۳۷ نفر بوده‌است.

## نگارخانه

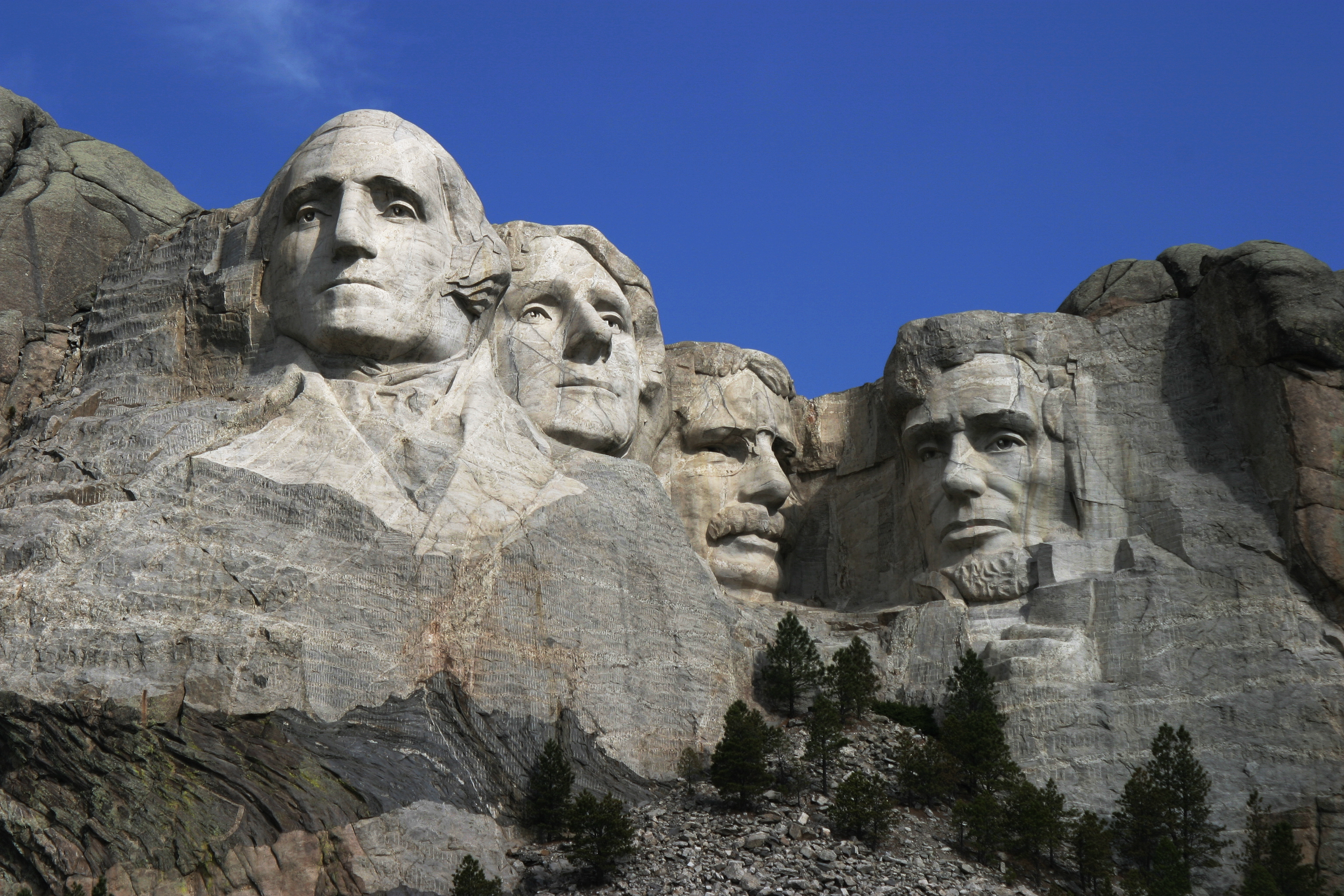
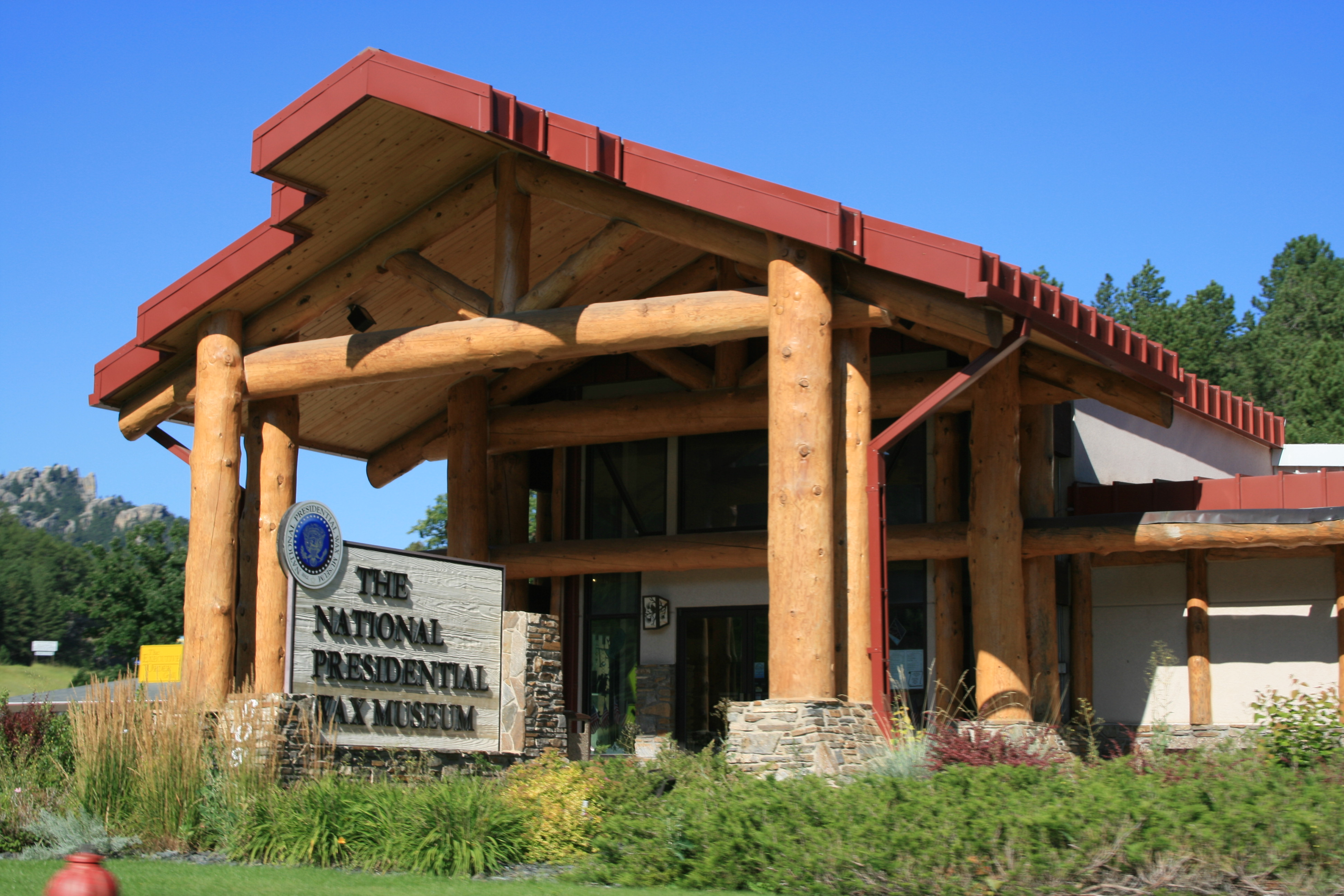
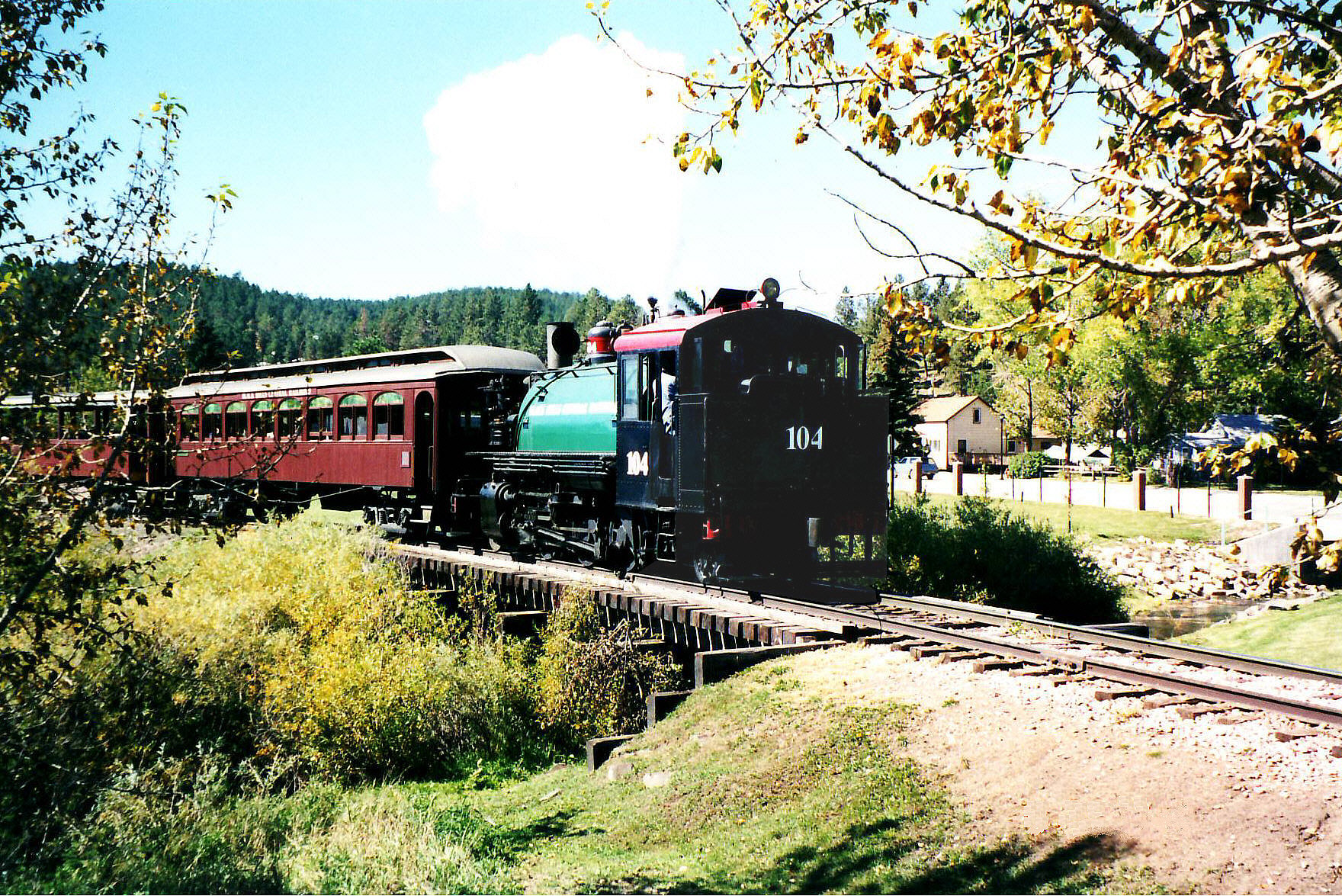
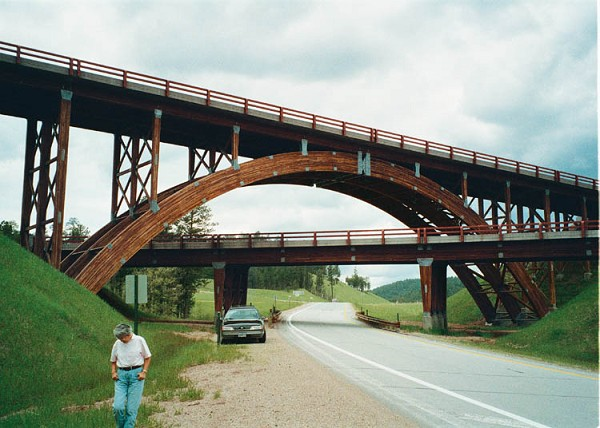
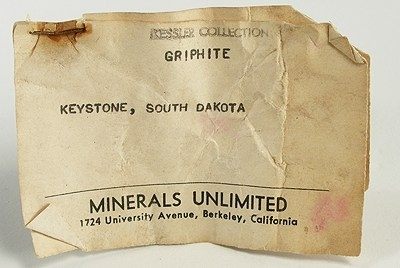
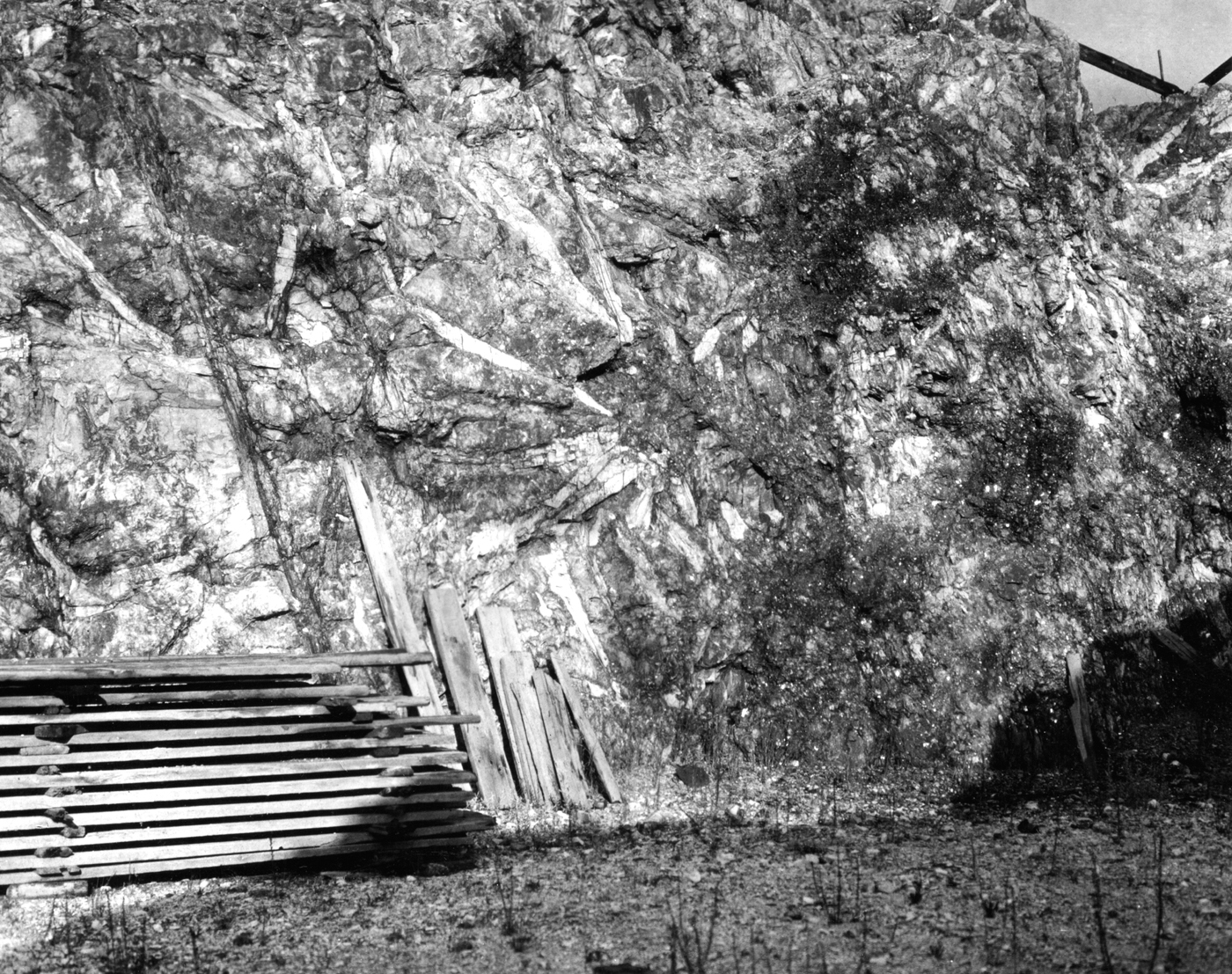